# Eleição municipal de Santarém em 2020
A eleição municipal da cidade de Santarém em 2020 ocorreu nos dias 15 de novembro (primeiro turno) e 29 de novembro (segundo turno), com o objetivo de eleger um prefeito, um vice-prefeito e 21 vereadores responsáveis pela administração da cidade. O processo eleitoral de 2020 foi marcado pela sucessão para o cargo ocupado pelo atual prefeito Nélio Aguiar, do Democratas (DEM), apto para concorrer à reeleição.
Pela primeira vez na história do município, a disputa pela prefeitura foi decidida em segundo turno entre o atual prefeito Nélio Aguiar (DEM) e a ex-prefeita Maria do Carmo (PT), já que ambos os candidatos não atingiram a porcentagem necessária de 50% + 1 no primeiro turno. No final, foi reeleito Nélio Aguiar (DEM), tendo o apoio do governador do estado, Helder Barbalho.

## Contexto político e pandemia
As eleições municipais de 2020 estão sendo marcadas, antes mesmo de iniciada a campanha oficial, pela pandemia do coronavírus SARS-CoV-2 (causador da COVID-19), o que está fazendo com que os partidos remodelem suas metodologias de pré-campanha. O Tribunal Superior Eleitoral (TSE) autorizou os partidos a realizarem as convenções para escolha de candidatos aos escrutínios por meio de plataformas digitais de transmissão, para evitar aglomerações que possam proliferar o vírus. Alguns partidos recorreram a mídias digitais para lançar suas pré-candidaturas.
Além disso, a partir deste pleito, será colocada em prática a Emenda Constitucional 97/2017, que proíbe a celebração de coligações partidárias para as eleições legislativas, o que pode gerar um inchaço de candidatos ao legislativo. Conforme reportagem publicada pelo jornal Brasil de Fato em 11 de fevereiro de 2020, o país poderá ultrapassar a marca de 1 milhão de candidatos a prefeito, vice-prefeito e vereador neste escrutínio, o que não seria necessariamente bom, na opinião do professor Carlos Machado, da UnB (Universidade de Brasília): “Temos o hábito de criticar de forma intensa a coligação partidária, sem parar para refletir sobre os elementos positivos dela. O número de candidatos que um partido pode apresentar numa eleição, varia se ele estiver dentro de uma coligação, porque quando os partidos participam de uma coligação, eles são considerados como um único partido", afirmou Machado na reportagem.

## Pesquisas
Estimulada
| Fonte             | Data     | Amostra | Maria  | Nélio  | Barrudada | Tomaso | Ney   | Valdir | João  | Jesson | B/N   | NR/NR |
| ----------------- | -------- | ------- | ------ | ------ | --------- | ------ | ----- | ------ | ----- | ------ | ----- | ----- |
| DOXA              | 21/07/19 | 621     | 20,4%  | 11,9%  | -         | -      | 12,6% | -      | -     | -      | 12,2% | 26,7% |
| DESTAK            | 12/01/20 | 621     | 50%    | 19%    | -         | 4%     | 13%   | 2%     | 1%    | -      | 2%    | 5%    |
| REALTIME BIG DATA | 10/09/20 | 650     | 35%    | 18%    | 3%        | 6%     | 9%    | 2%     | 0%    | 1%     | 10%   | 14%   |
| DESTTAQ           | 11/09/20 | 621     | 37,1%  | 21,4%  | 11,1%     | 5,3%   | 4,1%  | 0,8%   | 0,4%  | 0,2%   | 8,6%  | 10,2% |
| REALTIME BIG DATA | 08/10/20 | 410     | 38%    | 19%    | 8%        | 7%     | 8%    | 2%     | 1%    | 1%     | 10%   | 7%    |
| DOXA              | 10/10/20 | 621     | 31,6%  | 17,1%  | 11,7%     | 7,6%   | 5,2%  | 1,3%   | 2,3%  | 0,8%   | 8,4%  | 14,0% |
| GOLD SOLUTION     | 23/10/20 | 600     | 30,50% | 24,17% | 2,83%     | 7,50%  | 3,67% | 7,83%  | 3,33% | 2,33%  | 8,00% | 9,83% |
| DOXA              | 23/10/20 | 621     | 31,5%  | 18,5%  | 7,9%      | 4,8%   | 2,6%  | 0,6%   | 4,8%  | 0,4%   | 8,1%  | 20,8% |

Rejeição
| Fonte             | Maria | Nélio  | Barrudada | Tomaso | Ney   | Valdir | João  | Jesson |
| ----------------- | ----- | ------ | --------- | ------ | ----- | ------ | ----- | ------ |
| DOXA              | -     | 33,4%  | -         | -      | 6%    | -      | -     | -      |
| DESTAK            | 11%   | 35%    | -         | 5%     | -     | 4%     | 7%    | -      |
| REALTIME BIG DATA | 29%   | 25%    | 4%        | 3%     | 2%    | 2%     | -     | 1%     |
| DESTTAQ           | 13,8% | 24,7%  | 1,4%      | 3%     | 3,1%  | 2,8%   | 0,8%  | 0,6%   |
| DOXA              | 28,2% | 33,7%  | 2,0%      | 2,9%   | 4,1%  | 2,2%   | 1,0%  | 1,2%   |
| REALTIME BIG DATA | 30%   | 24%    | 5%        | 4%     | 4%    | 1%     | 1%    | 1%     |
| GOLD SOLUTION     | 31%   | 22,67% | 7,50%     | 4,83%  | 8,67% | 4,00%  | 2,50% | 1,17%  |
| DOXA              | 33,8% | 38,1%  | 2,6%      | 2,6%   | 4,7%  | 1,1%   | 1,9%  | 1,1%   |

## Resultados

### Prefeitura
| Candidato(a)           | Candidato(a)               | Vice                     | 1º turno 15 de novembro de 2020 | 1º turno 15 de novembro de 2020 | 2º turno 29 de novembro de 2020 | 2º turno 29 de novembro de 2020 |
| Candidato(a)           | Candidato(a)               | Vice                     | Total                           | Porcentagem                     | Total                           | Porcentagem                     |
| ---------------------- | -------------------------- | ------------------------ | ------------------------------- | ------------------------------- | ------------------------------- | ------------------------------- |
|                        | Nélio Aguiar (DEM)         | José Maria Tapajós (PL)  | 71.594                          | 43,01%                          | 92.732                          | 59,22%                          |
|                        | Maria do Carmo (PT)        | Bruno Pará (PP)          | 60.051                          | 36,08%                          | 63.839                          | 40,78%                          |
|                        | João Pingarilho (PSC)      | Enfermeira Daniela (PSC) | 13.378                          | 8,04%                           | Não participaram                | Não participaram                |
|                        | Coronel Tomaso (Patriota)  | Edvaldo Bernado (PMN)    | 7.488                           | 4,50%                           | Não participaram                | Não participaram                |
|                        | Ney Santana (PSDB)         | Rosivaldo Colares (PSDB) | 6.672                           | 4,01%                           | Não participaram                | Não participaram                |
|                        | Valdir Mathias Júnior (PV) | Ricardo Alencar (DC)     | 2.815                           | 1,69%                           | Não participaram                | Não participaram                |
|                        | Paulo Barruada (PSL)       | Paulão do Currai (PSL)   | 2.695                           | 1,62%                           | Não participaram                | Não participaram                |
|                        | Jesson Santos (PRTB)       | Katiane Aguiar (PRTB)    | 1.796                           | 1,05%                           | Não participaram                | Não participaram                |
| Total de votos válidos | Total de votos válidos     | Total de votos válidos   | 166.449                         | 100%                            | 164.204                         | 100%                            |
| → Votos em branco      | → Votos em branco          | → Votos em branco        | 2.813                           | 1,63%                           | 2.748                           | 1,67%                           |
| → Votos nulos          | → Votos nulos              | → Votos nulos            | 5.210                           | 2,99%                           | 4.855                           | 2,96%                           |
| Total de votos         | Total de votos             | Total de votos           | 174.472                         | 78,76%                          | 156.601                         | 95,37%                          |
| Abstenções             | Abstenções                 | Abstenções               | 47.065                          | 21,24%                          | 57.333                          | 25,88%                          |
| Total de inscritos     | Total de inscritos         | Total de inscritos       | 221.537                         | 100%                            | 221.537                         | 100%                            |

### Câmara municipal
| N°    | Nome                        | Partido      | Votos |
| ----- | --------------------------- | ------------ | ----- |
| 15195 | Erlon Costa                 | MDB          | 4.937 |
| 22345 | Júnior Tapajós              | PL           | 3.721 |
| 15555 | Enfermeira Alba Leal        | MDB          | 3.320 |
| 45111 | JK do Povo                  | PSDB         | 3.260 |
| 25020 | Jandeilson Pereira          | DEM          | 2.992 |
| 15222 | Alexandre Maduro            | MDB          | 2.654 |
| 15500 | Ronan Liberal Jr            | MDB          | 2.601 |
| 55555 | Alysson Pontes              | PSD          | 2.591 |
| 43777 | Adriana Almeida             | PV           | 2.308 |
| 70777 | Elielton Lira               | AVANTE       | 2.236 |
| 25800 | Erasmo Maia                 | DEM          | 2.179 |
| 10123 | Ângelo Tapajós              | REPUBLICANOS | 2.085 |
| 25500 | Silvio Neto                 | DEM          | 2.014 |
| 17000 | Aguinaldo Promissória       | PSL          | 1.922 |
| 20100 | Enfermeiro Murilo Tolentino | PSC          | 1.674 |
| 13123 | Carlos Martins              | PT           | 1.574 |
| 11233 | Didi Feleoi                 | PP           | 1.453 |
| 40555 | Gerlande Castro             | PSB          | 1.437 |
| 22789 | Prof. Josefa do Sinprosan   | PL           | 1.388 |
| 13024 | Biga Kalahari               | PT           | 1.276 |
| 20500 | Carlos Silva                | PSC          | 1.221 |